# 泰利梅萊省
泰利梅萊省是西非國家畿內亞的33個省之一，位於該國西部，由金迪亞大區負責管轄，首府設於泰利梅萊，北臨加瓦爾省，東接萊盧馬省和皮塔省，南毗金迪亞省、弗里亞省和博法省，西鄰博凱省，面積9,000平方公里，人口約284,000。